# Glenea humeralis
Glenea humeralis é uma espécie de escaravelho da família Cerambycidae.  Foi descrito por Per Olof Christopher Aurivillius em 1926.